# 대백로

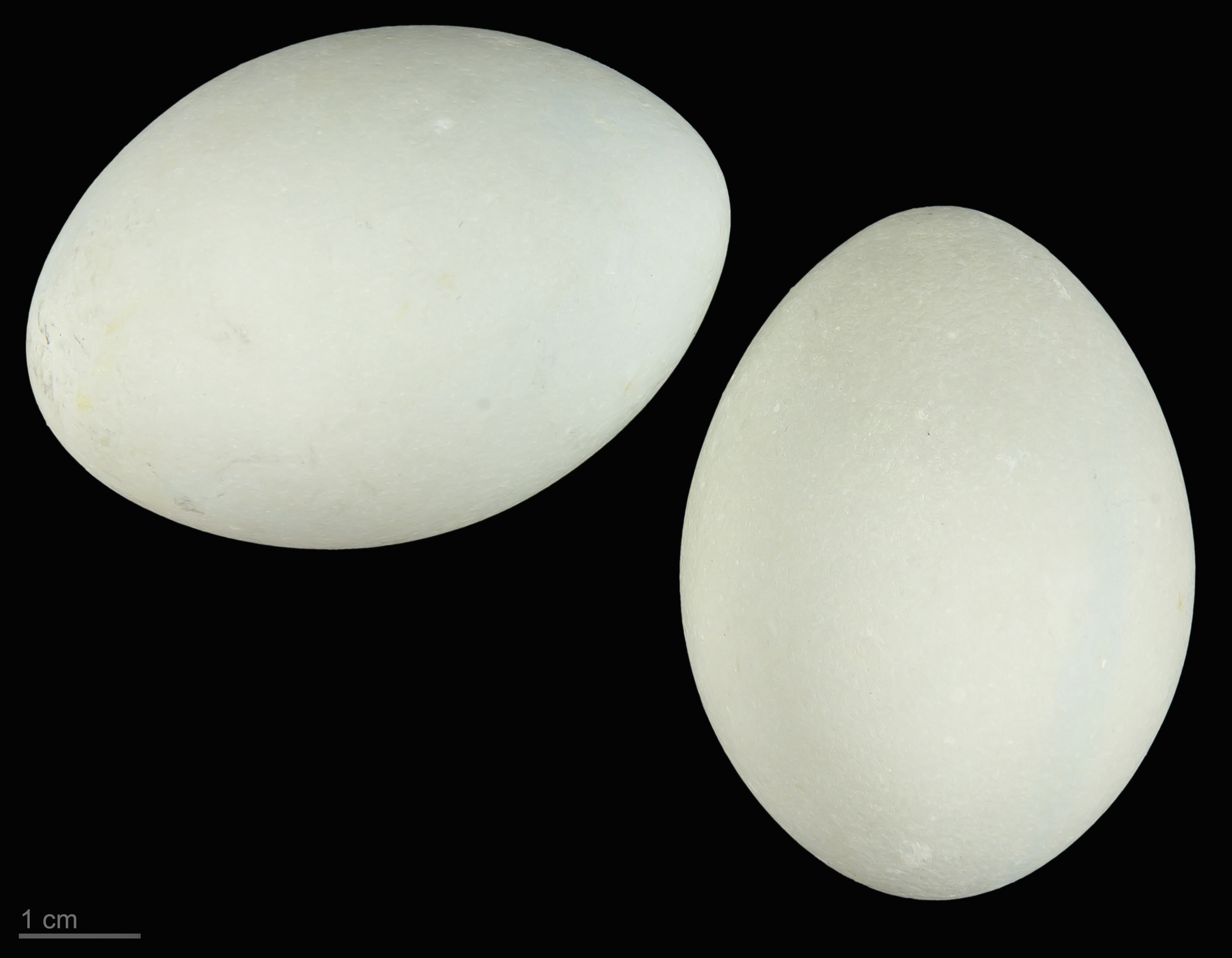
Ardea alba melanorhynchos

대백로(great egret)는 백로과에 속하며 학명은 Ardea alba이다. 한국에서는 겨울철새이다. 몸길이는 약 90cm이며, 날개편길이는 160cm 정도, 부리의 길이는 11-14cm이다. 온몸이 희고 번식기에는 머리에서 등까지 장식깃이 생긴다. 부리는 등황색이며 다리와 발은 검은색이다. 논·개울·하천 등 물가에 서식하며 왜가리·쇠백로·황로 등과 함께 섞여 200-300마리 또는 2,000-3,000마리가 집단으로 번식하기도 한다. 땅에서 2-20m 높이의 나무 위에 나뭇가지로 접시 모양의 둥지를 지으며 번식기가 아닌 때에는 주로 땅에서 생활한다. 어류·개구리·올챙이·갑각류와 수생곤충을 먹는다. 암컷은 청록색의 알을 2-4개 낳으며 암수가 함께 알을 품는다. 중대백로와는 다른 점은 다리 아래쪽이 노란빛이 돈다는 점이 있다. 최근 중대백로가 해당 종의 아종으로 분류되었다. 그 외의 아종은 아메리카대백로(A. a. egretta), 아프리카대백로(A. a. melanorhynchos) 등도 있다

## 같이 보기
- 중대백로